# 吴家友
吴家友（1944年8月—），男，汉族，湖北武汉人，中华人民共和国政治人物，曾任湖北省高级人民法院院长、党组书记，二级大法官，第十届全国人大代表。